# أبو القاسم البغوي
أبو القاسم البغوي (214 هـ-317 هـ) عالم مسلم وأحد رواة الحديث الشريف، اسمه أبو القاسم عبد الله بن محمد بن عبد العزيز بن المرزبان بن سابور بن شاهنشاه البغوي ، ويعرف بابن بنت منيع، اختلف في عام ولادته فقد قال أبو بكر بن شاذان سمعت البغوي يقول ولدت سنة ثلاث عشرة ومائتين، وجاء في تاريخ بغداد أن ابن شاهين قال سمعت البغوي يقول ولدت سنة 214 هـ وقال الخطيب البغدادي وابن شاهين أتقن، أي أنه ولد في الرابعة عشر ومئتين، وقد ولد البغوي بين هراة ومرو الروذ في بغشور أو بغ، وبذلك نسب إلى بلدته، وكان أبو القاسم وراقًا من ابتداء حياته يورق على جده وعمه.

## شيوخه
سمع ووتتلمذ البغوي على يد مجموعة من علماء عصره زادوا عن سبع وثمانين شيخا منهم:
1. أحمد بن حنبل.
2. سليمان بن داود العتكي
3. علي بن المديني.
4. يحيى بن معين.
5. علي بن الجعد.
6. خلف بن هشام.
7. الحسن بن الصباح البزار.
8. أبو الجهم الباهلي

## تلاميذه
سمع من أبو القاسم البغوي عددا من رواة الحديث ومنهم:
1. محمد بن جعفر.
2. عبد الله بن محمد المري.
3. الخليل بن أحمد.

## ثناء العلماء عليه
قال الحافظ ابن كثير:
| أبو القاسم البغوي | كان ثقة حافظا ضابطا، روى عن الحفاظ وله مصنفات | أبو القاسم البغوي |

قال الحافظ الدارقطني : 
| أبو القاسم البغوي | كان البغوي قلما يتكلم على الحديث، فإذا تكلم كان كلامه كالمسمار في الساج. وقد ذكره ابن عدي في كامله فتكلم فيه وقال حدث بأشياء أنكرت عليه، وكان معه طرف من معرفة الحديث والتصانيف. وقد انتدب ابن الجوزي للرد على ابن عدي في هذا الكلام، وذكر أنه توفي ليلة عيد الفطر منها وقد استكمل مائة سنة وثلاث سنين وشهورا، وهو مع ذلك صحيح السمع والبصر والأسنان، ويطأ الإماء | أبو القاسم البغوي |

## مؤلفاته
له من المصنفات:
- معجم الصحابة، كبير وصغير.
- مسند علي بن الجعد (الجعديات).
- جزء من حديث أحمد بن حنبل.
- جزء من حديث يحيى بن معين.
- حكاية شعبة وعمرو بن مرة.
- مسائل الإمام أحمد، جزء.
- مسند أسامة بن زيد.
- حديث أبي سلمة.
- تاريخ وفاة الشيوخ.
- السنن على مذاهب الفقهاء.
- المسند.
- حديث أبي محمد عبد الله بن عون الحزاز.
- حديث أبي محمد داود بن عمرو الضبي.
- حديث هدبة بن خالد.
- ثلاثة وثلاثون حديثا من حديث أبي القاسم البغوي، تخريج أبي طالب محمد بن علي بن الفتح العشاري.
- حديث مصعب بن عبد الله بن مصعب.
- من حديث كامل بن طلحة الجحدري.

## وفاته
توفي أبو القاسم البغوي ليلة الفطر في بغداد سنة 317 هـ، ودفن في مقبرة باب التبن.